# The Trammps
The Trammps sono stati un gruppo musicale statunitense. Iniziarono la loro carriera negli anni sessanta chiamandosi prima The Volcanos, poi The Moods. La formazione base era composta da: Jimmy Ellis cantante, Stanley Wade cantante e bassista, Earl Young cantante e batterista, Harold Wade e Robert Upchurch cantanti.

## Storia del gruppo
Il loro primo singolo fu Zing Went the Strings of My Heart del 1972, cover di una melodia di successo di Judy Garland, registrato nei leggendari Sigma Sound Studio di Filadelfia.
Seguirono Hold Back the Night e Where Do We Go From Here con cui, nel 1974, scalarono le classifiche R&B americane.
Nel 1975 i Trammps entrarono a far parte dell'etichetta Atlantic Records, diventando uno dei gruppi più riconoscibili nel panorama della Disco.
Di quegli anni sono canzoni come Hooked for Life e Where the Happy People Go, a cui si aggiungono Disco Party, Body Contact e molte altre.
Ma il grande successo arriva con la pubblicazione di Disco Inferno (1976), il cui singolo omonimo viene incluso nella colonna sonora del film Saturday Night Fever.
Nel 1977 Disco inferno diventa la canzone più rappresentativa sulla scena internazionale del mondo della discoteca, e permise al gruppo di vincere un Grammy Award nel 1979.

## Discografia
- The Legendary Zing Album (1975, Buddah Records)
- Trammps (1975, Golden Fleece Records/Atlantic Records)
- Where the Happy People Go (1976, Atlantic Records)
- Disco Inferno (1976, Atlantic Records)
- The Trammps III (1977, Atlantic Records)
- Disco Champs (1977, Philadelphia International Records)
- The Best Of (1978, Atlantic Records)
- The Whole World's Dancing (1979, Atlantic Records)
- Mixin'It Up (1980, Atlantic Records)
- Slipping Out (1980, Atlantic Records)

This One Is for the Party (1984)